# 格蘭特公園音樂節
格蘭特公園音樂節（英語：Grant Park Music）原名為格蘭特公園音樂會（Grant Park Concerts），是美國伊利諾州芝加哥自1935年開始每年都會舉辦的古典音樂系列音樂會活動，而每次表演都為期10週左右。其中在1931年開始，芝加哥市市長安東·瑟馬克便建議透過舉辦免費音樂會的方式以舒緩經濟大恐慌下的芝加哥市民壓力。格蘭特公園音樂節除了每年都會邀請格蘭特公園交響樂團和格蘭特公園合唱團表演外，同時也會特別邀請嘉賓參與表演或者是指揮。今日格蘭特公園音樂節已經註冊成為非營利組織，並且號稱是美國唯一一場免費的戶外古典音樂音樂節活動。

## 外部連結
- www.grantparkmusicfestival.com （页面存档备份，存于）